# Episodi di Mistresses - Amanti (terza stagione)
La terza stagione della serie televisiva Mistresses - Amanti è stata trasmessa negli Stati Uniti per la prima volta dall'emittente ABC dal 18 giugno al 3 settembre 2015.
In Italia, la stagione è andata in onda in chiaro su Rai 4 dal 17 al 25 luglio 2017.
| nº | Titolo originale     | Titolo italiano                | Prima TV USA     | Prima TV Italia |
| -- | -------------------- | ------------------------------ | ---------------- | --------------- |
| 1  | Gone Girl            | Decisioni sbagliate            | 18 giugno 2015   | 17 luglio 2017  |
| 2  | I'll Be Watching You | Sotto controllo                | 18 giugno 2015   | 17 luglio 2017  |
| 3  | Odd Couples          | Strane coppie                  | 25 giugno 2015   | 18 luglio 2017  |
| 4  | Into the Woods       | Qualcosa di nuovo              | 2 luglio 2015    | 18 luglio 2017  |
| 5  | Threesomes           | Triangolo                      | 9 luglio 2015    | 19 luglio 2017  |
| 6  | Love is an Open Door | Le molteplici forme dell'amore | 16 luglio 2015   | 19 luglio 2017  |
| 7  | The Best Laid Plans  | Le migliori intenzioni         | 23 luglio 2015   | 20 luglio 2017  |
| 8  | Murder She Wrote     | Nella tela del ragno           | 30 luglio 2015   | 20 luglio 2017  |
| 9  | Unreliable Witness   | Tutta la verità                | 6 agosto 2015    | 21 luglio 2017  |
| 10 | What Could Have Been | Come sarebbe potuta andare     | 13 agosto 2015   | 21 luglio 2017  |
| 11 | Guilt By Association | Momenti decisivi               | 20 agosto 2015   | 24 luglio 2017  |
| 12 | Reasonable Doubt     | Guardando al futuro            | 27 agosto 2015   | 24 luglio 2017  |
| 13 | Goodbye Girl         | Una nuova vita                 | 3 settembre 2015 | 25 luglio 2017  |